# Gustaw Gwozdecki

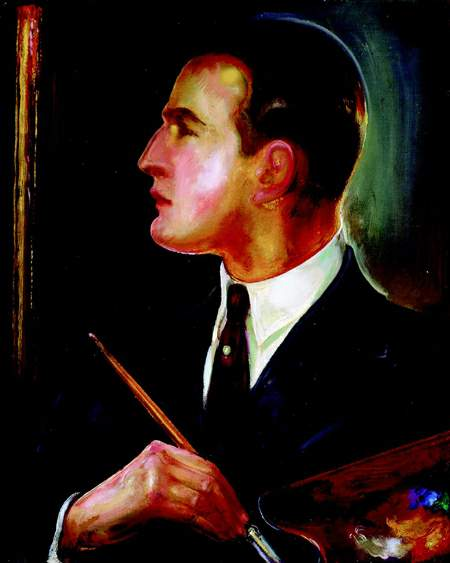
Autorretrato de Gustaw Gwozdecki (1920).

Gustaw Gwozdecki (Varsovia, 23 de mayo de 1880 - París, 8 de marzo de 1935) fue un pintor, escultor y teórico del arte polaco, adscrito al expresionismo. En 1899 comenzó a estudiar pintura en Múnich, luego en la Academia de Bellas Artes de Cracovia bajo la dirección de Jan Stanisławski, y desde 1901 en Varsovia, bajo la dirección de Konrad Krzyzanowski. Desde 1902 estudió escultura en la École des Beaux-Arts de París. Miembro del grupo vanguardista polaco Formiści, vivió en París (1903-1916) y Nueva York. Excelente retratista, practicó la pintura al óleo, el dibujo, el gouache y el grabado. Pintó preferentemente paisajes, retratos y desnudos, y realizó retratos esculpidos en mármol y yeso.